# PCSX-Reloaded
 (juillet 2018).
Si vous disposez d'ouvrages ou d'articles de référence ou si vous connaissez des sites web de qualité traitant du thème abordé ici, merci de compléter l'article en donnant les références utiles à sa vérifiabilité et en les liant à la section « Notes et références ».
PCSX est un émulateur libre de la première PlayStation publié sous licence GNU GPL.
Il est disponible sur PC (support des systèmes d'exploitation Windows, GNU/Linux et Mac OS X) et a également été porté sur les consoles Xbox et Dreamcast.

## Histoire
La première version de PCSX fut disponible le 31 août 2000. L'équipe d'origine a cessé le développement de PCSX le 17 septembre 2003 afin de se consacrer entièrement à leur nouveau projet : PCSX2 (un émulateur libre de la PlayStation 2).
Son développement a depuis été repris par une autre équipe, lui donnant le nom de PCSX-df. Cette « version df » n'est développée que pour GNU/Linux.
Une autre équipe a fait un fork de PCSX-df sous le nom de PCSX-Reloaded. Cette dernière version est développée pour Windows, GNU/Linux et Mac OS X. Un port est également disponible pour FreeBSD.

## Plugins
PCSX supporte de nombreux plugins et est capable d'émuler le BIOS de la PlayStation ce qui évite aux utilisateurs de celui-ci d'avoir à copier et utiliser un BIOS original (pratique officiellement interdite par Sony).